# Adam Marceli Piwowar
Adam Marceli Piwowar (ur. 29 października 1874 w Dąbrowie Górniczej, zm. 1 lutego 1939 tamże) – polski samorządowiec, geolog i polarnik, wolnomularz, założyciel Unii Narodowo-Państwowej w 1922.

## Życiorys
Był synem Leopolda (stolarza) i Franciszki z Gdeszów. Ukończył prywatne progimnazjum w Miechowie i w 1896 Szkołę Górniczą w Dąbrowie Górniczej. Po ukończeniu tej szkoły wyjechał do Niemiec, gdzie zamierzał studiować mechanikę. Wkrótce przerzucił się na mineralogię i geologię. 
Na jednej z wycieczek alpejskich zetknął się z profesorem geologii Albertem Heimem, znawcą Alp, i w 1897 przeniósł się do Szwajcarii, na Uniwersytet Zuryski, gdzie studiował geologię m.in. u profesora A. Heima. W czasie studiów otrzymał u niego asystenturę. Na polecenie prof. Heima zbierał materiał z wysypisk alpejskich, wykorzystany później w pracy doktorskiej. W 1902 ukończył studia na Wydziale Matematyczno-Przyrodniczym Uniwersytetu z tytułem doktora geologii, który otrzymał za pracę Über Maximalböschungen trockener Schuttkegeln und Schutthalden.
Jako student należał do Związku Zagranicznego Socjalistów Polskich, przez co śledzony był przez władze carskie. Po powrocie konspiracyjną drogą w 1903 przez Kraków i Olkusz do Dąbrowy Górniczej został aresztowany i uwięziony w Piotrkowie. Stamtąd był przewieziony na Pawiak, a następnie do X Pawilonu Cytadeli Warszawskiej, gdzie był więziony przez półtora roku. Następnie był zesłany na trzy lata do Archangielska. Początkowo pracował w Archangielskim Muzeum Polarnym, przygotowując katalog muzealnych zbiorów przyrodniczych. Jednocześnie studiował zagadnienia polarne, co zaowocowało pomysłem zorganizowania wyprawy na Nową Ziemię. Gubernator Archangielska, baron von Bütting, poparł pomysł i pomógł w zorganizowaniu wyprawy.
Wyprawa trwała trzy miesiące. W lipcu 1905 wraz z dwoma innymi Polakami i kilkoma Rosjanami wyruszył z Archangielska na jednomasztowym żaglowcu, przepłynął Morze Białe i przez południowo-zachodnią część Oceanu Lodowatego dotarł do Nowej Ziemi. Celem wyprawy było zbadanie przyczyn powstania cieśniny Matoczkin Szar, rozdzielającej Wyspę Północną od Wyspy Południowej. Poprzedni pogląd rosyjskiego geologa T. Czernyszewa z 1895 przyjmował, że cieśnina powstała w wyniku erozji rzecznej. A. Piwowar ustalił dyslokacyjne pochodzenie cieśniny.
Drogę powrotną przez wyspę z zachodu na wschód odbył saniami z zaprzęgiem 14 psów. W trakcie wyprawy opisał wysoczyznę pokrytą lodowcami typu alpejskiego. Nazwał ją Centralnym Plateau Heima. Odkrył także wielkie jezioro zasilane wodami topniejących lodowców, które nazwał jeziorem Ekstama, na cześć dyrektora Królewskiego Muzeum Przyrodniczego w Sztokholmie, prowadzącego wówczas badania naukowe na Nowej Ziemi, oraz wypływającą z tych jezior rzekę o długości 30 km, nazwaną przez niego rzeką Nałkowskiego. Prof. Ekstam, w dowód uznania dla A. Piwowara, nazwał odkryty przez siebie nowy gatunek brzozy polarnej Betula Piwowarii. A. Piwowar ponadto odkrył na Nowej Ziemi złoża węgla kamiennego i rud metali.
Po amnestii w 1905, mając już powracać do kraju, w czasie napadu rosyjskich żandarmów na zesłańców został ciężko ranny w głowę i odstawiony do szpitala. Po odzyskaniu zdrowia opuścił Archangielsk i przybył do Dąbrowy Górniczej, gdzie osiadł na stałe. 
Po powrocie do kraju prowadził badania geologiczne Zagłębia Dąbrowskiego oraz zarządzał kamieniołomami w Ząbkowicach. Rezultatem jego prac było odkrycie pokładów węgla kamiennego w Psarach, rud żelaza, ołowiu i cynku w północnej części Zagłębia, rud syderytowych w Rodakach, rud glinu, iłów ogniotrwałych, kamienia litograficznego i innych.
Zgromadził duży zbiór minerałów i zapoczątkował w 1912 działalność Krajoznawczego Muzeum im. Zygmunta Glogera w Dąbrowie Górniczej; od 1911 został członkiem Komisji Fizjograficznej Towarzystwa Krajoznawczego.
Pracując w tajnych organizacjach niepodległościowych w 1914, wstąpił w szeregi „Strzelca”. Następnie uczestniczy w Kielcach, jako przedstawiciel Zagłębia Dąbrowskiego w organizowaniu pierwszego na terenie Kongresówki Rządu Narodowego. Odbywszy pod Kielcami kampanię wojenną, wraca na rozkaz Marszałka Józefa Piłsudskiego do Zagłębia jako jego mąż zaufania i Pierwszy Komisarz Rządu Narodowego na Zagłębie Dąbrowskie. Członek kierownictwa Zjednoczenia Stronnictw Niepodległościowych z ramienia Związku Państwowości Polskiej w 1915 roku. 
Od 11 września 1917 do 17 maja 1923 trzykrotnie był wybierany prezydentem Dąbrowy Górniczej. Na okres jego prezydentury przypadło reaktywowanie – po przerwie wojennej – Szkoły Górniczej i utworzenie gimnazjum męskiego. Wspierał działania na rzecz polskiego Śląska jako przewodniczący lokalnego Komitetu Plebiscytowego. Od 1919 aż do końca życia wykładał geologię i mineralogię w Państwowej Szkole Górniczej i Hutniczej im. Stanisława Staszica w Dąbrowie Górniczej. Cieszył się uznaniem jako pedagog, uczestniczył też w życiu społecznym, m.in. przewodniczył lokalnemu oddziałowi Ligi Praw Człowieka i Obywatela (1935–1936) oraz wspierał długotrwałe strajki górników „Mortimera” i „Klimontowa” w 1933. Był także członkiem Polskiego Towarzystwa Geologicznego w Krakowie, Polskiej Akademii Umiejętności, Polskiego Towarzystwa Przyrodniczego i innych.

## Życie prywatne
Z małżeństwa z Haliną z Czechowskich miał syna Lecha (1909–1940), poetę, jeńca Starobielska oraz córkę Barbarę (1907-1986).

## Ordery i odznaczenia
- Krzyż Niepodległości (13 kwietnia 1931)[5]
- Krzyż Kawalerski Orderu Odrodzenia Polski (30 kwietnia 1925)[6]
- Złoty Krzyż Zasługi
- Krzyż na Śląskiej Wstędze Waleczności i Zasługi
- Brązowy Medal za Długoletnią Służbę
- Gwiazda Górnośląska
- Krzyż Legionowy
- Odznaka pamiątkowa Polskiej Organizacji Wojskowej

## Wyróżnienia
- w 1923 Rada Miejska Dąbrowy Górniczej nadała mu honorowe obywatelstwo miasta
- od 1935 był członkiem honorowym Związku Techników Rzeczypospolitej Polskiej